# Isòtops del neó
Neó (Ne)

Massa atòmica estàndard: 20.1797(6) u

## Taula
| símbol del núclid | Z(p)                | N(n)                | massa isotòpica (u) | període de semidesintegració | Espín nuclear | composició isotòpica representativa (fracció molar) | rang de variació natural (fracció molar) |
| símbol del núclid | energia d'excitació | energia d'excitació | energia d'excitació |                              |               |                                                     |                                          |
| ----------------- | ------------------- | ------------------- | ------------------- | ---------------------------- | ------------- | --------------------------------------------------- | ---------------------------------------- |
| ¹⁶Ne              | 10                  | 6                   | 16.025761(22)       | 9E-21 s [122(37) keV]        | 0+            |                                                     |                                          |
| 17Ne              | 10                  | 7                   | 17.017672(29)       | 109.2(6) ms                  | 1/2-          |                                                     |                                          |
| 18Ne              | 10                  | 8                   | 18.0057082(3)       | 1.672(8) s                   | 0+            |                                                     |                                          |
| 19Ne              | 10                  | 9                   | 19.0018802(3)       | 17.296(5) s                  | 1/2+          |                                                     |                                          |
| 20Ne              | 10                  | 10                  | 19.9924401754(19)   | ESTABLE                      | 0+            | 0.9048(3)                                           | 0.8847-0.9051                            |
| 21Ne              | 10                  | 11                  | 20.99384668(4)      | ESTABLE                      | 3/2+          | 0.0027(1)                                           | 0.0027-0.0171                            |
| 22Ne              | 10                  | 12                  | 21.991385114(19)    | ESTABLE                      | 0+            | 0.0925(3)                                           | 0.0920-0.0996                            |
| 23Ne              | 10                  | 13                  | 22.99446690(11)     | 37.24(12) s                  | 5/2+          |                                                     |                                          |
| 24Ne              | 10                  | 14                  | 23.9936108(4)       | 3.38(2) min                  | 0+            |                                                     |                                          |
| 25Ne              | 10                  | 15                  | 24.997737(28)       | 602(8) ms                    | (3/2)+        |                                                     |                                          |
| 26Ne              | 10                  | 16                  | 26.000461(29)       | 197(1) ms                    | 0+            |                                                     |                                          |
| 27Ne              | 10                  | 17                  | 27.00759(12)        | 32(2) ms                     | (3/2+)#       |                                                     |                                          |
| 28Ne              | 10                  | 18                  | 28.01207(16)        | 18.3(22) ms                  | 0+            |                                                     |                                          |
| 29Ne              | 10                  | 19                  | 29.01939(29)        | 15.6(5) ms                   | (3/2+)#       |                                                     |                                          |
| ³⁰Ne              | 10                  | 20                  | 30.02480(61)        | 5.8(2) ms                    | 0+            |                                                     |                                          |
| 31Ne              | 10                  | 21                  | 31.03311(97)#       | 3.4(8) ms                    | 7/2-#         |                                                     |                                          |
| ³²Ne              | 10                  | 22                  | 32.04002(86)#       | 3.5(9) ms                    | 0+            |                                                     |                                          |
| 33Ne              | 10                  | 23                  | 33.04938(86)#       | <260 ns                      | 7/2-#         |                                                     |                                          |
| 34Ne              | 10                  | 24                  | 34.05703(87)#       | 1# ms [>1.5 µs]              | 0+            |                                                     |                                          |